# Aleksandar Ignjovski
Aleksandar Ignjovski (en serbe en écriture cyrillique : Александар Игњовски), est un footballeur international serbe, né le 27 janvier 1991 à Pančevo en Yougoslavie (auj. en Serbie). Il évolue au poste d'arrière droit au Holstein Kiel.

## Palmarès
Vierge